# Antoni Brzusek
Antoni Brzusek ps. Tolek (ur. 27 maja 1928 w Lublinie, zm. 24 sierpnia 2016) – żołnierz Narodowych Sił Zbrojnych w latach II wojny światowej, działacz środowisk kombatanckich.

## Życiorys
W sierpniu 1944 roku wstąpił do Narodowych Sił Zbrojnych. Był łącznikiem i zaopatrzeniowcem w oddziałach NSZ, dowodzonych przez jego brata Stefana Brzuska ps. "Boruta" oraz Eugeniusza Walewskiego ps. "Zemsta". Po zakończeniu działań wojennych, w czerwcu 1946 roku został aresztowany, a następnie skazany przez sąd wojskowy. Na wolność wyszedł w wyniku amnestii w 1947 roku. Był aktywnym działaczem Okręgu Lubelskiego Związku Żołnierzy Narodowych Sił Zbrojnych, pełniąc m.in. funkcję sekretarza Koła Lublin i członka Zarządu oraz Komisji Rewizyjnej Okręgu. Brał również udział w redakcjach wydawnictw Związku oraz w pracach związanych z budową pomników i tablic pamiątkowych poświęconych żołnierzom NSZ (m.in. w Puchaczowie, Kaniach, Siedliszczu oraz Chełmie). Za swe zasługi został odznaczony Krzyżem Walecznych, Krzyżem Kawalerskim Orderu Odrodzenia Polski (2007), Krzyżem Narodowego Czynu Zbrojnego oraz Medalem Pro Patria (2012).

Po śmierci został pochowany na cmentarzu rzymskokatolickim przy ul. Lipowej w Lublinie.

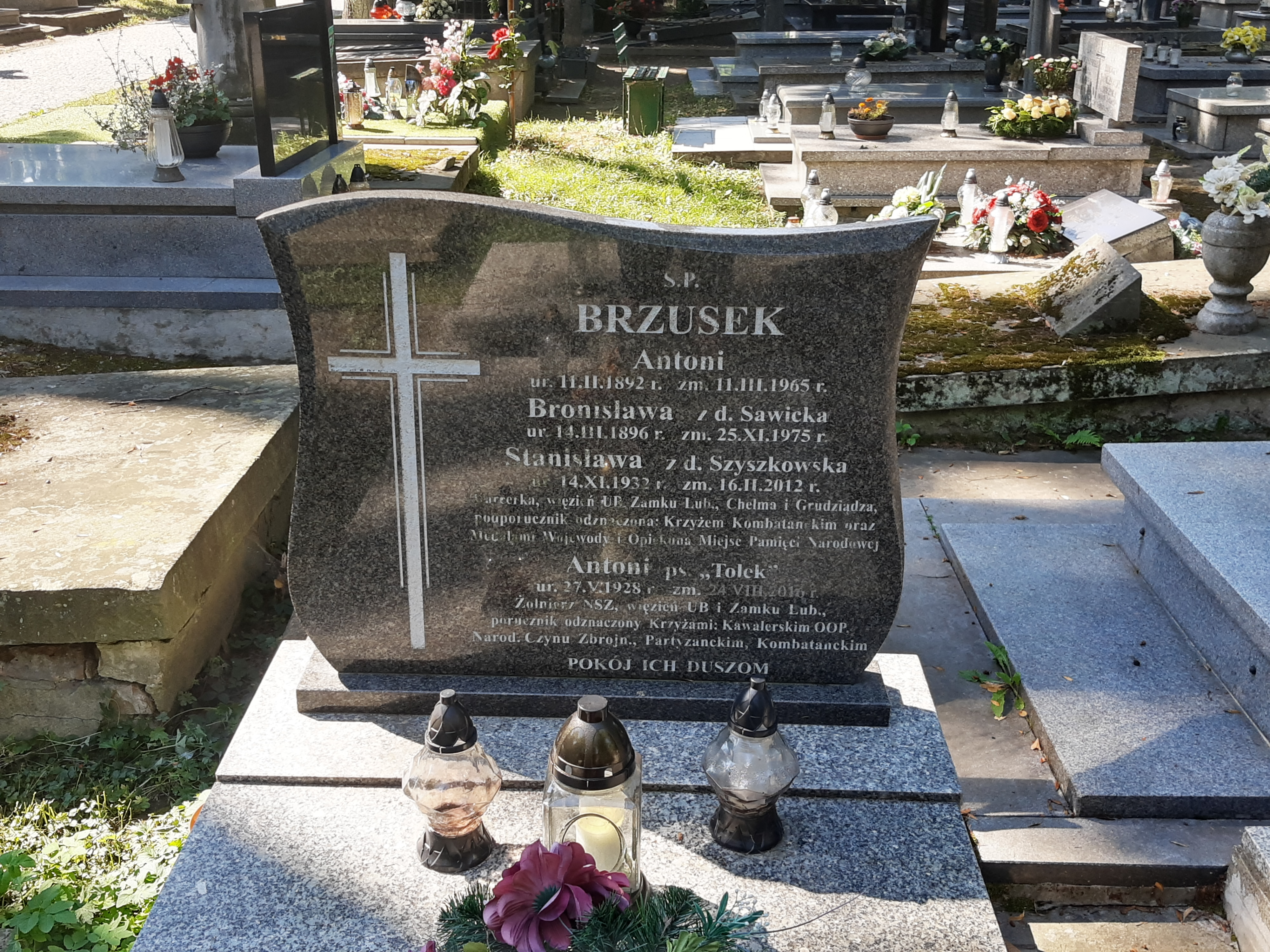
Grób Antoniego Brzuska na cmentarzu przy Lipowej